# Henry Beaufort, 2. Duke of Somerset
Henry Beaufort, 2. Duke of Somerset (* 26. Januar 1436; † 15. Mai 1464) war einer der wichtigsten militärischen Kommandanten des Hauses Lancaster während der englischen Rosenkriege.

## Familie
Somerset war der älteste Sohn von Edmund Beaufort, 1. Duke of Somerset und Lady Eleanor Beauchamp, Tochter von Richard Beauchamp, 13. Earl of Warwick. Er war der Cousin von Margaret Beaufort, der Neffe von Richard Neville, 16. Earl of Warwick und ein Onkel von Henry Stafford, 2. Duke of Buckingham. Beim Tod seines Vaters erbte er 1455 dessen englische Adelstitel als 2. Duke of Somerset, 2. Marquess of Dorset, 5. Earl of Somerset und 2. Earl of Dorset.
Er selbst war unverheiratet und hinterließ keine legitimen Kinder. Er hatte einen unehelichen Sohn von Joan Hill, Charles Somerset, 1. Earl of Worcester (* um 1460; † 15. März 1526) (später legitimiert), von denen die Earls und Marquesses von Worcester abstammen und später die Dukes of Beaufort hervorgingen, welche die letzten männlichen Nachkommen der Plantagenets waren sowie die des zweiten Hauses der Grafen von Anjou.

## Leben
Somerset kämpfte in der ersten Schlacht von St Albans (1455), wo er schwer verwundet und sein Vater im Kampf gegen Truppen von Richard of York, 3. Duke of York getötet wurde. Diesen machte er für den Tod des Vaters verantwortlich. Zusammen mit seiner Herkunft aus einem Zweig der Familie Lancaster führte dies dazu, dass sich Somerset auf die Seite der Gegner der Familie York stellte. Zusammen mit anderen Adeligen wollte er Rache nehmen und plante unter anderem einen Hinterhalt gegen Richard Neville, 5. Earl of Salisbury und dessen gleichnamigen Sohn, den Earl of Warwick. Auf Vermittlung Heinrich VI. kam es zur Versöhnung und Somerset wurde zum Gouverneur von Calais ernannt, kehrte aber bereits 1460 zurück.
Er war der wichtigste Kommandant bei Siegen der Anhänger des Hauses Lancaster bei der Schlacht von Wakefield (1460), in der der Duke of York und der Earl of Salisbury besiegt und getötet wurden. Er hatte auch das Kommando in der zweiten Schlacht von St Albans (1461), aber auch in der Niederlage in der Schlacht von Towton (1461) gegen Edward IV., woraufhin er vom Schlachtfeld floh und nach Schottland ging.
Von Schottland aus reiste er nach Frankreich, um über Hilfe zu verhandeln. Stattdessen wurde er jedoch eine Zeit lang inhaftiert. Von dort reiste er nach Flandern und über Schottland zurück nach England. Von Königin Margarete von Anjou wurde ihm die Burg Bamburgh zugewiesen. Nach einer Belagerung musste er die Burg übergeben. König Edward IV. begnadigte ihn am 10. März 1462, mit dem Ziel, einige der Kommandanten aus dem Lager der Lancaster für sich zu gewinnen und gab ihm seine Ländereien und Titel zurück.
Für das nächste Jahr blieb Somerset Edward ergeben. Er nahm an seinem Hof teil und beriet ihn militärisch. Aber Ende des Jahres 1463 wechselte er wieder auf die Seite Lancasters. Er eilte nach Norden und begann mit der Aushebung von Truppen. Er hielt die im äußersten Norden von England gelegenen Landstriche bis Mai 1464, bis er in der Schlacht von Hexham geschlagen wurde. Später geriet er in einer Scheune in Gefangenschaft und wurde noch am selben Tag enthauptet. Er wurde in Hexham Abbey beigesetzt.